# Eoophyla nyasalis
Eoophyla nyasalis is een vlinder uit de familie van de grasmotten (Crambidae), uit de onderfamilie van de Acentropinae. De wetenschappelijke naam van deze soort is voor het eerst gepubliceerd in 1917 door George Francis Hampson.

## Ondersoorten
- Eoophyla nyasalis nyasalis (Hampson, 1917)
- Eoophyla nyasalis kenyalis Agassiz, 2012

## Verspreiding
De soort komt voor in Sierra Leone, Nigeria, Kameroen, Ethiopië, Congo-Kinshasa, Kenia, Tanzania, Zambia en Malawi.